# Тіберій
Тибе́рій Кла́вдій Неро́н (лат. Tiberius Claudius Nero; Tiberius Iulius Caesar Augustus 16 листопада 42 до н. е. — 16 березня 37) — римський імператор (14-37 роки н. е.) з династії Юліїв-Клавдіїв (Тиберій Юлій Цезар). Також великий понтифік (з 15 року), багаторазовий консул (13 і 7 до н. е., 18, 21 і 31 рр.), останній цензор в історії Стародавнього Риму (14 рік), багаторазовий народний трибун (щорічно з 6 року до н. е. до 37 року крім 1 року до н. е. до 3 року).
Серед Клавдіїв було чимало повних тезок імператора, тому, щоб вирізняти імператора серед них, він увійшов в історію під особистим ім'ям Тиберій.
У Євангелії від Луки 3:1 він згадується під іменем Тиверій кесар. Опосередковано згадується, що саме за його правління було розіп'ято Ісуса Христа.

## Сім'я та походження

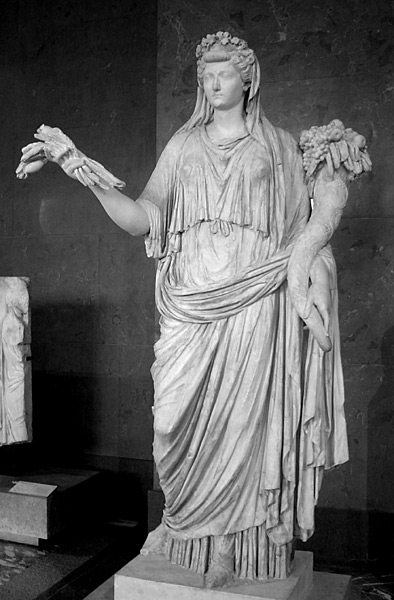
Мармурова статуя матері Тиберія — Лівії Друзілли.

Тиберій був старшим сином у сім'ї Нерона Старшого і Лівії Друзілли, які належали до різних гілок стародавнього патриціанського роду Клавдіїв, що веде початок від Аппія Клавдія Сабіна Інрегіллена, консула 495 року до н. е.
Батько належав до гілки Неронів, родоначальником якої був Тиберій Клавдій Нерон, син Аппія Клавдія Цека. Мати була дочкою Марка Клавдіана, уродженого Аппія Клавдія Пульхра. Марк Клавдіан належав до іншої гілки роду Клавдіїв, але усиновлений після втрати батьків Марком Лівієм Друзом Молодшим став формально належати до плебеїв.
Батько підтримував республіканців і воював проти Октавіана Августа під час Битви при Філіппах (42 до н. е.), потім підтримував Секста Помпея, тоді Марка Антонія. Брав участь у Перузійській війні (42-41 роки до н. е.) на стороні Луція Антонія і Фульвії, після чого у 40 до н. е. його сім'я була змушена тікати з Риму, побоюючись проскрипцій і переслідування з боку переможця у громадянській війні Октавіана. Спочатку Нерон Старший і Лівія невдало шукали притулку на Сицилії, потім рятувалися в Греції з маленьким Тиберієм на руках, що народився в Римі 16 листопада 42 року до н. е. Тиберій, 5.
У 39 до н. е. Октавіан проголосив амністію і сім'я змогла повернутися до Риму. У тому ж році Лівія була представлена Октавіану. Легенда свідчить, що Октавіан закохався в Лівію з першого погляду. Він розлучився зі своєю другою дружиною Скрибонією в той самий день, коли вона народила від нього дочку Юлію Старшу. Тоді ж Нерон Старший був змушений розлучитися з Лівією, яка була на шостому місяці вагітності.
14 січня 38 до н. е., вже після розлучення, Лівія народила другого сина — Друза, а через 3 дні Октавіан одружився з Лівією. На весіллі був присутній Нерон Старший як батько дітей Лівії, а також як посаджений батько нареченої. Ходили чутки, що Друз, брат Тиберія, насправді дитина Октавіана, а не Нерона Старшого, проте ця версія не знайшла підтвердження.
Брати жили в будинку свого батька Нерона Старшого до його смерті у 33 до н. е.. Дев'ятирічний Тиберій отримав свій перший ораторський досвід, промовивши некролог на похороні. Після цього обидва хлопці переїхали в будинок своєї матері та Октавіана. Діти отримали гарне виховання. Октавіан готував обох хлопчиків до політичної кар'єри. У 29 до н. е. брати проїжджали разом з Октавіаном у його колісниці з нагоди тріумфу на честь перемоги в битві при Акції. Через два роки Тиберій отримав чоловічу тогу (toga virilis), що означало настання повноліття.

## Рання кар'єра
Завдяки Октавіану вже у віці 17 років (у 25 до н. е.) Тиберій обійняв посаду квестора і почав з'являтися в судах як адвокат. Це було порушенням закону Сулли (lex Cornelia), згідно з яким квестором можна було стати лише після десятирічної служби в армії і по досягненню віку в 30 років.
У 20 році до н. е. Октавіан відправив Тиберія на схід до військ під командуванням Марка Агріппи. Отримавши в розпорядження сильне військо, Тиберій вирушив до Вірменії на кордон із Парфією. Під військовим тиском парфяни погодилися повернути римлянам орлів легіонів, що залишалися у парфян з часів розгрому армій Марка Красса в 53 році до н. е., Децидія Сакса в 40 році до н. е. і Марка Антонія в 36 році до н. е. Крім того, за Вірменією встановлювався статус нейтральної буферної держави між двома імперіями — Римом і Парфією. За військові успіхи на сході після повернення Тиберій від Октавіана Августа отримав преторський ранг, знову в обхід правил cursus honorum.
Невдовзі Тиберій почав вважатися головним після Марка Агріппи полководцем в армії Августа. Близько 19 до н. е. був прокуратором Кудлатої Галії (Gallia Comata) і разом зі своїм братом Друзом воював з альпійськими племенами. У цей час він одружився з далекою родичкою Августа Віпсанією Агрипиною. У 12-19 рр. до н. е. Тиберій добився чергового успіху — була скорена і перетворена в нову провінцію Паннонія, а вже в 9-7 рр. до н. е. і в 4-6 рр. Тиберій воював у Германії. Протягом наступних трьох років він придушив значні повстання в Паннонії і Ілліріці, після чого, через значну поразку римської армії в Тевтобургському лісі, повернувся до відновлення рейнської межі.
Після смерті Агріппи Август змусив Тиберія розлучитися з Віпсанією і, заборонивши йому навіть зустрічатися з нею, наказав одружитися з вдовою Агріппи, Юлією. Мабуть, через це шлюб виявився невдалим і в 2 р. до н. е. був розірваний. Август став приділяти більше уваги своїм двом онукам і Тиберій, не витримавши, в 6 р. до н. е. публічно оголосив про свій відхід із суспільного життя і з декількома друзями й александрійським астрологом Фрасиллом подався на Родос. 3 року до н. е. брав участь в Олімпійських іграх, де переміг у змаганнях на квадригах.
Проте незабаром Августу потрібно було шукати наступника для передачі влади, і він був вимушений оголосити ним Тиберія, дозволивши нарешті йому повернутися до Риму, оскільки Друз вже помер, а внуки Августа були ще молоді. 4 року Август, скоріш за все, через необхідність, ніж виявивши дійсне бажання, усиновив його, відновивши на 10 років його трибунську владу і його повноваження на рейнській межі. Однією з умов усиновлення Тиберія Августом було подальше усиновлення Тиберієм свого 18-річного племінника Германіка. З моменту усиновлення Тиберій почав прибирати до рук правління, в 13 році зрівнявши свою проконсульську владу з Августовою. До моменту смерті принцепса Тиберій був єдиним претендентом на вищу владу в державі. Особи, що обіймали головні посади в столиці: консули, префект преторія, префект продовольчого постачання — без зволікання склали присягу Тиберієві, з них взяли приклад сенат, вершники і плебс.

## Початок правління
Проблема, що стояла перед Тиберієм у 14 році, полягала перш за все в тому, чи може взагалі принципат бути продовжений у тій формі, в якій існував при Августі. У заповіті Августа Тиберій отримав дві третини спадку. 17 вересня 14 року сенат проголосив так званий «Статут про імперію», в якому Август заповідав не розширювати існуючих меж держави, проте Тиберій в цілому не керувався ним у зовнішній політиці. Він прагнув створення колективного керівництва, як це було 27 року до н. е., але не зміг на цьому наполягти. Парадокс полягав у тому, що перед сенатом такий проєкт, здавалося, не заслуговував довіри, і він зовсім не хотів поділяти відповідальність і співпрацювати з принцепсом. Крах Тиберія, на додаток до всього іншого, можна пояснити і тим, що йому була огидна псевдореспубліканська гра Августа. Труднощі виникли через те, що Тиберій не мав ніяких ілюзій через складність завдання і відповідальність, покладену на нього. Це засвідчено його двома висловами на цю тему (у першому він нібито сказав, що, умовляючи, його друзі не знають, яким недолюдком є ця влада, а по-друге, використовуючи вираз Теренція, що він тримає вовка за вуха).
Проте початок правління Тиберія не дав приводу навіть вороже налаштованим авторам його дискредитувати. Після прибуття до Риму Тиберій в особливому едикті перестерігав римську громадськість не допускати ексцесів, подібних до спалювання тіла Цезаря на Форумі. Стиль правління Тиберія спочатку характеризувався тісною співпрацею із сенатом. Один із небагатьох програмних висловів Тиберія свідчить про його старання: «Я не раз говорив і повторюю, батьки сенатори, що добрий і добродійний правитель, зобов'язаний вам такою повною владою, повинен завжди бути слугою сенату, часом всьому народу, а часом — і окремим громадянам; мені не соромно так говорити, тому що у вашій особі я мав і маю панів і добрих, і справедливих, і милостивих». Хоча Тиберій проповідував вільнодумство вільної держави і демонстрував свою рівність із сенатом, позбавлена влади корпорація, яка вже давно внутрішньо змирилася з принципатом, більше не була здатна до політичної свободи дій, оскільки, всупереч всім чудовим заявам, над нею висів дамоклів меч процесів про образу величності. Основою для цих процесів, оцінка яких є ключовою для загальної думки про Тиберія, а також для розвитку принципата, була ще республіканська практика покарання за образу величі.
Тиберій спочатку виступив рішуче проти переслідувань за такі злочини — в п'яти перших відомих випадках 14—20 років він виявив велику стриманість. Проте в 15 році на пряме питання претора, чи потрібно карати за особисту образу принцепса, як при Августі за державний злочин, Тиберій відповів, що закон повинен бути застосований. Але точно відомо, що пізніше все сталося навпаки — Тиберій не добивався визнання закону і всупереч усім звинуваченням не став застосовувати відповідні заходи. Ексцеси, які відбувалися з доносами про образу при Тиберієві, можна пояснити тим, що в Римі була відсутня прокуратура в сучасному розумінні, і держава, по суті, покладалася на «стукачів». Проте залишається фактом те, що Тиберій не вживав суворих заходів проти їхніх зловживань.
За ініціативою Тиберія Германік отримав проконсульську владу. 25 року префект преторія і сірий кардинал Тиберія Луцій Елій Сеян захотів одружитися з вдовою Друза Лівіллою, але Тиберій не дав на це згоди. Сеян почав сплітати інтриги, поки Тиберій не послав йому відповідного листа з Капрі.

## Внутрішня політика
У 33 році, у зв'язку з державними заходами проти лихварів, виявився значний дефіцит — закон про ліквідацію боргів привів тоді до примусового продажу земельної власності й до порушення грошового обігу. Тоді втрутився сам Тиберій, передавши різним банкам держкапітал у 100 мільйонів сестерцій із зобов'язанням застосувати його для видачі безвідсоткових позик селянам, що заборговували. Цей захід дійсно розірвав хронічне порочне коло і оздоровив грошовий ринок. При великих пожежах у столиці, таких як 27 і 36 роках, при виході з берегів Тибру в 36 році або при дорожнечі зерна Тиберій витратив мільйони сестерцій. 17 року 12 провінційних міст, що постраждали від землетрусу, зокрема Сарди, отримали 10 мільйонів сестерцій і п'ятирічне звільнення від податків. Ця подія була відзначена випуском монет із написом «відновленим містам Азії».
При цьому сама тиберіанська адміністрація відрізнялася крайньою економічністю, яка перешкоджала будь-якій великій будівельній програмі. Виняток становили тільки декілька храмів і нові дороги військового призначення в провінції Африка, Іспанії, Галлії, Далмації і Мезії. 16 року винесені ухвали сенату відносно розкішного одягу, що заборонили носити прозоре шовкове вбрання, як це було прийнято раніше, а закон від 22 року був спрямований проти розкішних бенкетів. Тиберій вважав, що накопичена за допомогою його економії скарбниця вплине на оборот капіталу і на грошовий ринок. Щоб добитися народної популярності проведенням додаткових ігор, Тиберій не дав ні гроша.

## Релігійна політика
У перші роки свого правління Тиберій цілеспрямовано продовжував запроваджувати в життя реставраційні заходи Августа. Так, в 16 році з Італії були вислані астрологи і маги, хоча сам Тиберій був достатньо марновірним, особливо після того, як здійснився прогноз Фрасилла про його повернення на батьківщину, що здавалося на Родосі абсолютно неймовірним.
У 19 році зроблені рішучі кроки проти культу Ізіди та юдаїзму після того, як справа дійшла до заворушень і порушення громадського порядку. Переслідування євреїв почалося через їхню підвищену активність і залучення вражаюче великого числа прихильників, що спровокувало втручання римської влади. У тому ж році на Сардинію було вислано 4 000 єврейських вільновідпущеників, яких кинули на боротьбу з сардинськими розбійниками. Решту євреїв примусили або ж зректися віри, або покинути Італію, проте і в цьому випадку не вдалося присікти поширення юдаїзму в Римі та Італії.

## Провінційна політика
Активну військову діяльність Германіка Тиберій припинив. Відкликавши його, він дав зрозуміти про остаточний перехід до оборонних дій у Германії. Нова стратегічна концепція знайшла свій вираз у розділенні рейнського фронту на верхньо- і нижньогерманській, в утворенні нових легіонних таборів із вираженими оборонними функціями (Страсбург і Віндіш) і, нарешті, в планомірному створенні рейнської військової зони. «Оскільки помста Риму відбулася, германські племена хай тепер самі розбираються зі своїми власними розбратами»,— заявив Тиберій. Подальший розвиток подій показав його правоту — основні небезпечні супротивники Риму зникли.
Тиберій відійшов від норм порівняно короткострокового проконсульського намісництва, особливо в найпрестижніших провінціях Африка та Азія. Намісники та чиновники часто багато років залишалися у своїх провінціях: Луцій Елій Ламія 9 років керував Сирією, Луцій Аррунцій стільки ж — Іспанією, причому в обох випадках ці намісники взагалі не покидали Риму і керували своїми провінціями тільки номінально. З іншого боку, Марк Юній Силан насправді 6 років був намісником Африки, а Публій Петроній — Азії, Гай Силій командував верхньогерманським військом з 14 по 21 рр. З усіх намісників Тиберія найвидатнішим, поза всяких сумнівів, був Понтій Пілат, при якому, згідно із християнським вченням, розіп'яли Ісуса Христа. Інше видатне становище займав Гай Поппей Сабін, який з 12 року і аж до смерті 35 року залишався намісником Мезії, в 15 році отримав також Македонію і Ахайю.
У зв'язку з підвищенням податків у провінціях Тиберій висловив свою знану вимогу «щоб його овець стригли, а не здирали з них шкуру». Справді, на Заході було лише одне повстання через підвищення податків — в 21 році серед треверів та едуїв. Куди значнішими, ніж битви в Галлії, були заворушення у Фракії. Там почалися сепаратистські настрої, в ході яких війська Рескупоріса, царя північної частини провінції, атакували території фактичного співправителя, Котіса. Після втручання Риму Котіс був убитий, проте Рескупоріс потрапив у пастку і був доставлений до Риму, де сенат позбавив його влади і депортував до Александрії.
Інше небезпечне повстання очолив в Африці Такфарінат, що сколотив на півдні провінції Африка (захід сучасного Алжиру) боєздатну армію, 17 року започаткувавши розбійницькі набіги. На заході за цим прикладом пішли маври на чолі з Мазуппою. Рим швидко впорався з цим — війська Такфаріната були знищені розквартированим в Африці легіоном за підтримки допоміжного контингенту під проводом Марка Фурія Камілла, що отримав тріумф. Проте через 4 роки повстання спалахнуло знов, але воєначальник Квінт Юній Блез знов придушив його. 24 року відбувся кінцевий контрнаступ на чолі з Публієм Корнелієм Долабеллою.
Вірменське царство Тиберій передав молодшому братові іберського царя — Фарасману. Після розгрому частини парфянської армії, що чинила опір, Тиберій протиставив парфянському цареві Артабану III двох нових претендентів, один з яких — Тірідат, у 36 році форсував Євфрат і коронував себе в Ктесифоні. Уже через рік Артабан погодився на зустріч при Євфраті для відновлення статусу-кво. Усунення цієї небезпеки було одним зі значних досягнень Тиберія.

## Кінець життя
Уже в античні часи робилися спроби виправдати або психологічно пояснити негативні явища другої половини його правління. Класичним джерелом є кінець 6-ї книги «Анналів» Тацита:

| Навіть його характер часом був різним. Його репутація була бездоганною, поки він жив при Августі як приватна особа або полководець; свої вади він прагнув приховувати і прикидався добродійним, поки були живі Друз і Германік. Погані та хороші якості були в ньому і за життя його матері. Якщо його жорстокість й гідна прокляття, він все-таки умів приховувати свій настрій, поки любив і боявся Сеяна. Він занурився в мерзотності і розпусту відтоді, як, відкинувши сором і страх, почав слідувати своїй дійсній природі. |
Розчарування і підозрілість, що оточили Тиберія перед смертю, підтвердилися — вже незабаром римська чернь кричала «Тиберія до Тибру!». Є опис його останніх хвилин життя. Дихання Тиберія припинилося, і всі вирішили, що життя його покинуло. І вже перед великою групою тих, що вітали, з'явився його спадкоємець Калігула, щоб прибрати до своїх рук кермо влади, як раптом стало відомо, що Тиберій розплющив очі, що до нього повернувся голос і він просить принести йому їжі для відновлення сил, які покинули його. Через це всіх пройняв жах, і присутні розбіглися. Але Макрон, що не втратив самовладання і рішучості, віддав наказ задушити Тиберія, накинувши на нього купу одягу.
В історії відомі два імператори Візантії, його тезки Тиберій II і Тиберій III.

## Пам'ять

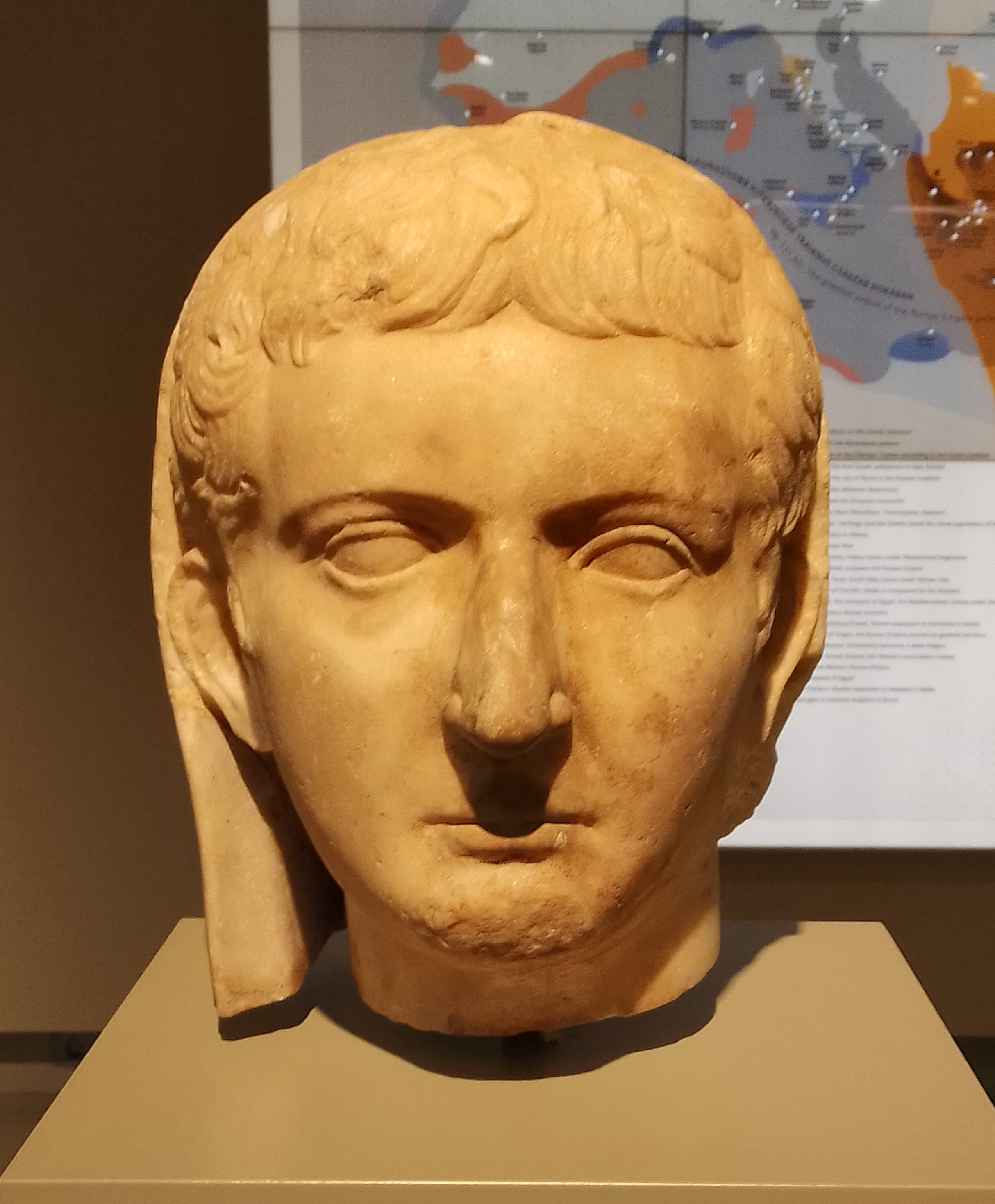
Імператор Тиберій. Музей образотворчого мистецтва. Будапешт

- Імператор Тиберій. Музей образотворчого мистецтва. БудапештНа його честь нього названо місто Тиверіада.